# Kali Meehan
Kalivath Gerald Meehan (* 9. März 1970 in Ovalau, Fidschi) ist ein australischer Schwergewichtsboxer.

## Profikarriere
Nach einer relativ kurzen Amateurkarriere mit einer Bilanz von 23-5 wurde der ehemalige Rugby-League-Spieler im Jahr 1997 Profiboxer. Im Juni 1999 gewann er den Australischen Schwergewichtstitel, den er über ein Jahr lang hielt, bevor er ihn im November 2000 schließlich niederlegte. Sein erster bekannterer Gegner war Peter Okhello aus Uganda, den er in Japan durch K. o. in der dritten Runde besiegte. Im Juni 2001 musste er seine erste Niederlage einstecken. Den Kampf um den Commonwealth-Titel gegen Danny Williams aus Großbritannien verlor er in London durch einen technischen K. o. in der ersten Runde, nachdem Williams ihn zwei Mal zu Boden geschickt hatte.
Nachdem Meehan die nächsten sechs Kämpfe gewinnen konnte, bekam er am 4. September 2004 die Chance gegen den Weltmeister der WBO Lamon Brewster um den Titel zu kämpfen. Meehan verlor diesen Kampf in Las Vegas nur knapp und umstritten nach Punkten. In seinem nächsten Kampf im November des gleichen Jahres kämpfte er gegen den Ex-Weltmeister Hasim Rahman, verlor gegen diesen allerdings durch einen technischen K. o. in der vierten Runde. Nach dieser Niederlage folgten einige Aufbaukämpfe gegen unbekanntere Gegner. Im Oktober 2007 besiegte er den US-Amerikaner DaVarryl Williamson vorzeitig.
Trotz einer folgenden 21-monatigen Inaktivität, zuletzt bestritt er im August 2008 einen Kampf, blieb der bei Don King unter Vertrag stehende Meehan dank Kings Einfluss im WBA-Verband hoch in der WBA-Weltrangliste platziert und wurde für einen Ausscheidungskampf um das Pflichtherausforderungsrecht gegen den Usbeken Ruslan Chagayev nominiert. Der Kampf gegen den ehemaligen WBA-Titelträger fand am 22. Mai 2010 in der Stadthalle Rostock statt und wurde durch Chagayev über zwölf Runden klar nach Punkten gewonnen.